# بریس گوت
بریس گوت (به انگلیسی: Berys Gaut)، نویسنده و استاد فلسفه در دانشگاه سنت اندروز است. او دربارهٔ زیبایی‌شناسی، خلاقیت، فلسفه فیلم، و اخلاق می‌نویسد. گوت تا سال ۲۰۱۸ رئیس انجمن زیبایی‌شناسی بریتانیا بود.

## آثار
گوت دو تک‌نگاری، مقالات متعدد در مجلات معتبر، فصل‌های زیادی در مجلدات ویرایش‌شده، و چندین کتاب را نوشته‌است. او در کتاب «هنر، احساس و اخلاق»(۲۰۰۷) به بررسی ارتباط بین زیبایی‌شناسی و اخلاق می‌پردازد. در کتاب «فلسفه هنر سینما» (۲۰۱۰) بسیاری از مقالات او دربارهٔ سینما گردآوری شده‌است. او چندین کتاب از جمله «راتلج و زیبایی‌شناسی»، همراه با دومینیک مک‌آیور لوپس (نسخه اول ۲۰۰۱)، «آفرینش هنر: مقالات جدید در زیبایی‌شناسی فلسفی» (۲۰۰۳)، همراه با پیزلی لیوینگستون و «خلاقیت و فلسفه»(۲۰۱۸)، همراه با متیو کایران منتشر کرده‌است. او با همکاری موراگ گوت (یک معلم مدرسه ابتدایی) کتاب «فلسفه برای کودکان خردسال: راهنمای عملی» (۲۰۱۱) را نوشته‌است.

### تک‌نگاری‌ها
- «هنر، احساسات و اخلاق»، انتشارات دانشگاه آکسفورد، ۲۰۰۷.
- «فلسفه هنر سینما»، انتشارات دانشگاه کمبریج، ۲۰۱۰.

### کتاب‌های ویرایش‌شده
- «اخلاق و دلیل عملی»، ویرایش مشترک با گرت کالیتی، انتشارات دانشگاه آکسفورد، ۱۹۹۷.
- «راتلج و زیبایی‌شناسی»، ویرایش مشترک با دومینیک مک‌آیور لوپس، روتلج، ۲۰۰۱. چاپ دوم، ۲۰۰۵. چاپ سوم، ۲۰۱۳.
- «خلق هنر: مقالات جدید در زیبایی‌شناسی فلسفی»، ویرایش مشترک با پیزلی لیوینگستون، انتشارات دانشگاه کمبریج، ۲۰۰۳.
- «خلاقیت و فلسفه»، ویرایش مشترک با متیو کیران، راتلج، ۲۰۱۸.

### جدیدترین مقالات
- «فلسفه خلاقیت»، Philosophy Compass 5 (12)، ۲۰۱۰، صص. ۱۰۳۴–۴۶.
- «فیلم و زبان» در پاتریک هوگان (ویرایش), دانشنامه علوم زبان کمبریج، انتشارات دانشگاه کمبریج، ۲۰۱۰، صفحات ۳۱۰–۱۱.
- «داستان گفتن: روایت، احساس و بینش در حافظه» در نوئل کارول و جان گیبسون (ویرایش‌ها)، «روایت، احساسات و بینش»، انتشارات دانشگاه ایالت پن، ۲۰۱۱، ص. ۲۳–۴۴.
- «فلسفه هنر سینما - تصویر بزرگ» و «پاسخ به پونک، کوران و آلن»، مجله زیبایی‌شناسی بریتانیا، ۵2 (2)، ۲۰۱۲، ص. ۱۸۳–۶ و ۲۰۱–۸.
- «خلاقیت و عقلانیت»، مجله زیبایی‌شناسی و نقد هنر، ۷0 (3) ۱۳۹۱، ص. ۲۵۹–۷۰.
- «آموزش فلسفه به کودکان خردسال» در سارا گورینگ، نیکلاس جی. شداک و توماس ای. وارتنبرگ (ویرایشگران)، فلسفه در مدارس: مقدمه‌ای برای فیلسوفان و معلمان، روتلج، ۱۳۹۲، صص ۱۳۲–۴۰؛ با همکاری موراگ گوت.
- «انگیزه‌های ترکیبی: خلاقیت به‌مثابه یک فضیلت»، زیبایی‌شناسی فلسفی و علوم هنر: ضمیمه مؤسسه سلطنتی فلسفه، ۷۵، ۲۰۱۴، ص. ۱۸۳–۲۰۲.
- «آموزش برای خلاقیت» در الیوت ساموئل پل و اسکات بری کافمن (ویرایش‌ها), فلسفه خلاقیت: مقالات جدید، انتشارات دانشگاه آکسفورد، 2014, pp. ۲۶۵–۸۷.
- «خلاقیت»، «اشتباه عمدی»، «داستان و غیرداستان»، «تصویر» و «نتیجه‌گرایی»، مدخل‌های رابرت آئودی (ویرایش)، فرهنگ‌نامه فلسفه کمبریج، ویرایش سوم، انتشارات دانشگاه کمبریج، ۲۰۱۵.
- «مرثیه در لس‌آنجلس: بلید رانر، همدلی و مرگ» در امی کوپلان و دیوید دیویس (ویرایش‌ها)، بلید رانر، روتلج، ۱۳۹۴، صص ۳۱–۴۵.
- «هنر و فناوری سینمایی» در کاترین تامسون جونز (ویرایشگر)، مناقشات جاری در فلسفه فیلم، راتلج، ۲۰۱۶، ص. ۱۷–۳۵.
- «ارزش خلاقیت» در بریس گوت و متیو کیران (ویرایش‌ها)، خلاقیت و فلسفه، راتلج، ۲۰۱۸.
- «فلسفیدن دربارهٔ خلاقیت»، با همکاری متیو کیران، دربریس گوت و متیو کیران (ویرایش‌ها)، خلاقیت و فلسفه، راتلج، ۲۰۱۸.